# Timonius sessilis
Timonius sessilis är en måreväxtart som först beskrevs av Rudolph Herman Scheffer, och fick sitt nu gällande namn av Theodoric Valeton. Timonius sessilis ingår i släktet Timonius och familjen måreväxter.
Artens utbredningsområde är Moluckerna. Inga underarter finns listade i Catalogue of Life.